# Georg Groot
Georg Groot (* 25. Oktober 1899 in Ronneburg, Gouvernement Livland, Kaiserreich Russland; † 20. Juli 1967 in Frankfurt am Main) war ein deutscher Politiker (SPD/LP/GVP).

## Leben
Groot besuchte zunächst ein deutsches Gymnasium in Riga, siedelte jedoch nach dem Ersten Weltkrieg im Jahr 1919 nach Berlin um und legte dort sein Abitur ab. Er begann sein Studium der Mathematik und Naturwissenschaften. Im Folgenden studierte er sechs Jahre Anthroposophie in Dornach bei Basel am Goetheanum. Ferner begann er in Basel sein medizinisches Studium. Letztlich setzte Groot sein Studium in Berlin fort und machte den Abschluss. Im Jahr 1935 begann er als praktischer Arzt in Schlesien zu arbeiten. Im Zweiten Weltkrieg war er zwischen 1939 und 1945 als Sanitätsoffizier in der Wehrmacht im Einsatz. Im Jahr 1946 gelangte er als Flüchtling aus Schlesien nach Niedersachsen.

## Öffentliche Ämter
Groot war Mitglied des Niedersächsischen Landtages, in den er in der zweiten Wahlperiode vom 6. Mai 1951 bis 5. Mai 1955 gewählt wurde. Hier war er Vorsitzender des Ausschusses für das Gesundheitswesen zwischen dem 26. November 1952 bis zum 5. Mai 1955. Er gehörte zunächst der SPD-Fraktion bis zum 28. Juli 1953 an. Im Anschluss war er ab dem 29. Juli 1953 Fraktionsmitglied der Gesamtdeutschen Volkspartei (GVP). Ab dem 8. Oktober 1953 gehörte er der Fraktion Mitte an sowie zwischen dem 1. September 1954 und dem 11. Januar 1955 dem Bund der Deutschen (BdD). Er blieb im Anschluss fraktionslos bis zum 7. Februar 1955. Bis zum Ende seiner Legislaturperiode war er ab dem 8. Februar 1955 Fraktionsmitglied der Landwirte-Partei (LP).

## Quelle
- Barbara Simon: Abgeordnete in Niedersachsen 1946–1994. Biographisches Handbuch. Hrsg. vom Präsidenten des Niedersächsischen Landtages. Niedersächsischer Landtag, Hannover 1996, S. 130.

| Personendaten    | Personendaten                               |
| ---------------- | ------------------------------------------- |
| NAME             | Groot, Georg                                |
| KURZBESCHREIBUNG | deutscher Politiker der (SPD, GVP, LP), MdL |
| GEBURTSDATUM     | 25. Oktober 1899                            |
| GEBURTSORT       | Ronneburg, Lettland                         |
| STERBEDATUM      | 20. Juli 1967                               |
| STERBEORT        | Frankfurt am Main                           |